# Afrixalus vittiger
Espèce
Synonymes
- Hyperolius vittiger Peters, 1876

Statut de conservation UICN

 LC  : Préoccupation mineure
Afrixalus vittiger est une espèce d'amphibiens de la famille des Hyperoliidae.

## Répartition
Cette espèce se rencontre de la Gambie à l'Est jusqu'à l'Ouest du Nigeria, en passant par le Bénin, le Nord de la Côte d'Ivoire, le Ghana, le Sud du Mali, la moitié Sud-Ouest du Burkina Faso, la Sierra Leone, le Nord du Liberia, le Togo, la Guinée et la Guinée-Bissau. Sa présence est incertaine au Sénégal.

## Publication originale
- Peters, 1876 : Eine zweite Mittheilung über die von Hrn. Professor Dr. R. Buchholz in Westafrica gesammelten Amphibien. Monatsberichte der Königlichen Preussischen Akademie der Wissenschaften zu Berlin, vol. 1876, p. 117-123 (texte intégral).